# Medvedevka (Medvedevka), Djankoi
Medvedevka (în ucraineană Медведівка) este localitatea de reședință a comunei Medvedevka din raionul Djankoi, Republica Autonomă Crimeea, Ucraina.

## Demografie
Componența lingvistică a localității Medvedivka
     Rusă (58,09%)
     Ucraineană (20,1%)
     Tătară crimeeană (19,51%)
     Alte limbi (0,3%)
Conform recensământului din 2001, majoritatea populației localității Medvedivka era vorbitoare de rusă (58,09%), existând în minoritate și vorbitori de ucraineană (20,1%) și tătară crimeeană (19,51%).